# Treaty on Certain Maritime Arrangements in the Timor Sea

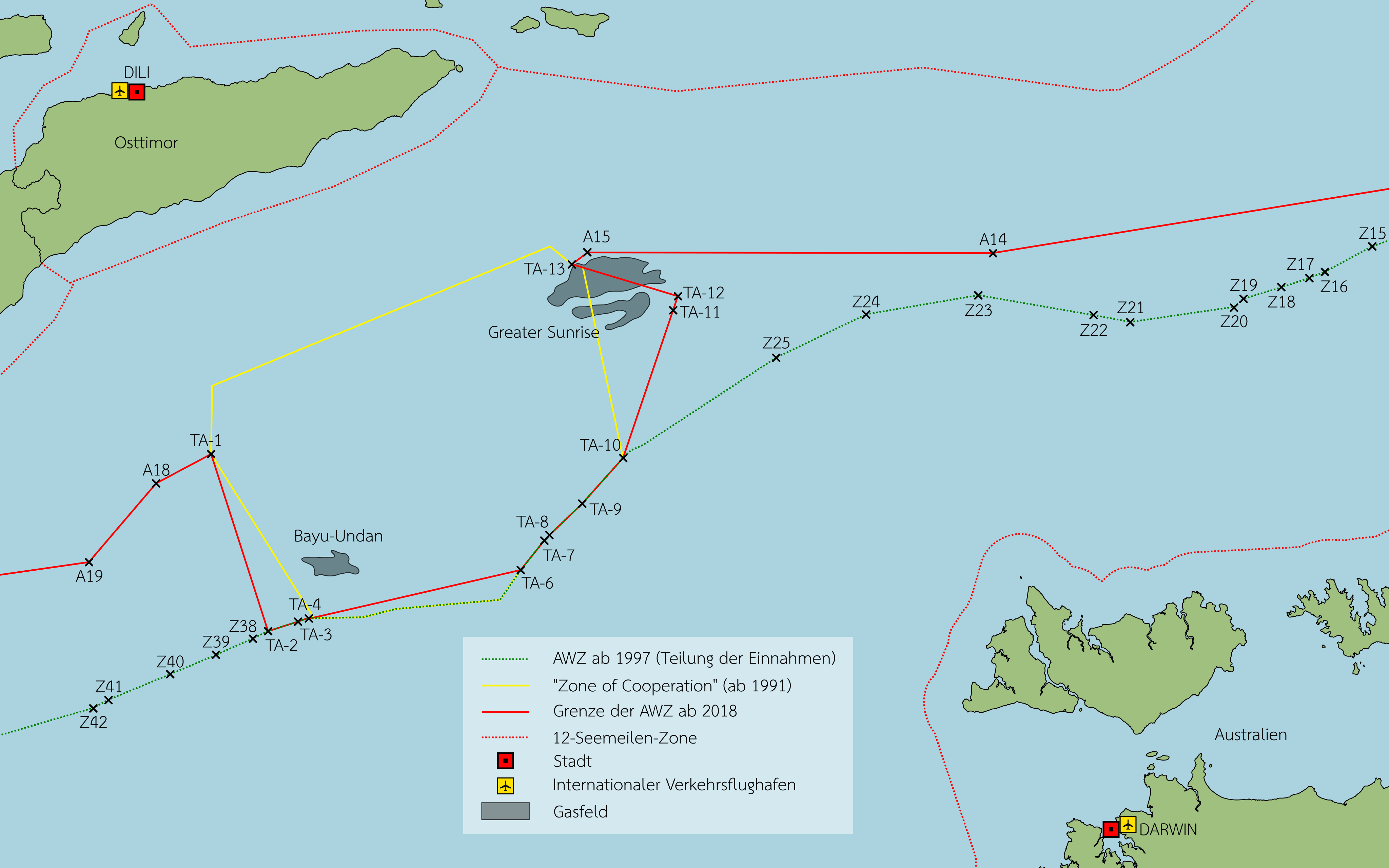
Grenzziehungen in der Timorsee

Der Treaty on Certain Maritime Arrangements in the Timor Sea (Vertrag über bestimmte maritime Vereinbarungen in der Timorsee, kurz „CMATS-Treaty“) oder nach dem Seegebiet benannt „Sunrise Arrangement“ (Sunrise-Vereinbarung) regelte die Nutzungs- und Eigentumsrechte des Seegebietes zwischen Osttimor und Australien.
Während der indonesischen Besatzungszeit Osttimors wurde ein Ölfeld in der Timorsee zwischen Timor und Australien entdeckt. Am 11. Dezember 1989 wurde der Timor Gap Treaty (wörtlich „Timorlückenvertrag“, bezogen auf die „Lücke“ zwischen den ausschließlichen Wirtschaftszonen der drei Staaten) zwischen den Regierungen Indonesiens und Australiens über die Aufteilung der Nutzungsrechte geschlossen; er trat am 9. Februar 1991 in Kraft. Das Verhältnis zwischen Osttimor und Australien war nach der Unabhängigkeit Osttimors 2002 durch die Debatten über die Seegrenze zwischen den beiden Ländern gespannt. Canberra beanspruchte die Erdöl- und Erdgasfelder im Timorgraben, den Osttimor als innerhalb seiner Seegrenzen liegend betrachtet. Während Osttimor, nach dem UN-Seerechtsübereinkommen, die Festlegung der Grenze in der Mitte zwischen den Ländern forderte, bestand Canberra auf einer Orientierung nach dem Verlauf des Randes der australischen Kontinentalplatte. 
Erst im Mai 2004 bestätigte die australische Regierung erneut die Gültigkeit des alten Vertrages in dieser Form, der die Seegrenze, und damit auch die Rohstoffe, zu Gunsten Australiens verschob. Osttimor warf Australien daraufhin vor, durch seine Grenzziehung Osttimor täglich eine Million US-Dollar an Lizenzeinnahmen vorzuenthalten. Am 12. Januar 2006 einigten sich die beiden Länder schließlich im Treaty on Certain Maritime Arrangements in the Timor Sea oder Sunrise Agreement den Gewinn aus dem Öl- und Gasvorkommen der Greater Sunrise Area 50:50 zu teilen. Diese Vorkommen gehören zu den reichsten im asiatisch-pazifischen Raum. Ein 50-Jahre-Moratorium bezüglich der Seegrenze wurde vereinbart, ohne dass Osttimor auf seine Ansprüche verzichtet. Beide Länder ratifizierten das Abkommen 2007.
Im Januar 2017 erklärten die Regierungen Australiens und Osttimors, dass der CMATS aufgelöst werden soll. Am 6. März 2018 wurde ein neuer Grenzvertrag zwischen den beiden Staaten unterzeichnet.